# Guarneri del Gesù
(Bartolomeo) Giuseppe Guarneri (* 21. August 1698 in Cremona; † 17. Oktober 1744 ebenda) war ein italienischer Geigenbauer, der wie Antonio Stradivari in Cremona ansässig war. Auf seinen Geigenzetteln bezeichnete er sich als Joseph Guarnerius und fügte ein Kreuz an sowie die Buchstaben IHS; deshalb wurde er später Guarneri del Gesù oder Guarnerius del Gesu genannt.

## Familie
Giuseppe Guarneri stammte aus einer traditionsreichen Cremoneser Geigenbauerfamilie: Sein Großvater Andrea (circa 1623/26–1698) war bei Nicola Amati in der Lehre, sein Vater Giuseppe Giovanni (1666 – circa 1739/40), der später den Beinamen filius Andreae erhielt, setzte die Arbeit fort. Auch sein Onkel Pietro Giovanni (Pietro I, 1655–1720), vorwiegend in Mantua arbeitend, sowie sein Bruder Pietro (Pietro II, 1695 – circa 1762/63), hauptsächlich in Venedig tätig, waren berühmte Geigenbauer. Er selbst hat sie jedoch alle in der Qualität seiner Instrumente übertroffen.

## Leben
Giuseppe Guarneri lernte und arbeitete zunächst bei seinem Vater. Im Jahre 1722 heiratete er die aus Wien stammende Catarina Rota, möglicherweise die Tochter eines Mitglieds der österreichischen Besatzung in Cremona. Jedoch liegt noch im Dunkel, wo die Eheleute in den Jahren zwischen 1722 und 1728 gelebt haben (vermutlich in Cremona); in diesem Jahr taucht Giuseppe urkundlich vorübergehend als Betreiber einer Cremoneser Gastwirtschaft auf.
Etwa 1730 übernahm er die Werkstatt des damals schwer erkrankten Vaters; von 1731 datiert sein erster erhaltener IHS-Geigenzettel. Auch seine Frau hat wohl in gewissem Umfang in der Werkstatt mitgearbeitet und das Geschäft nach seinem Tode abgewickelt.

## Werk

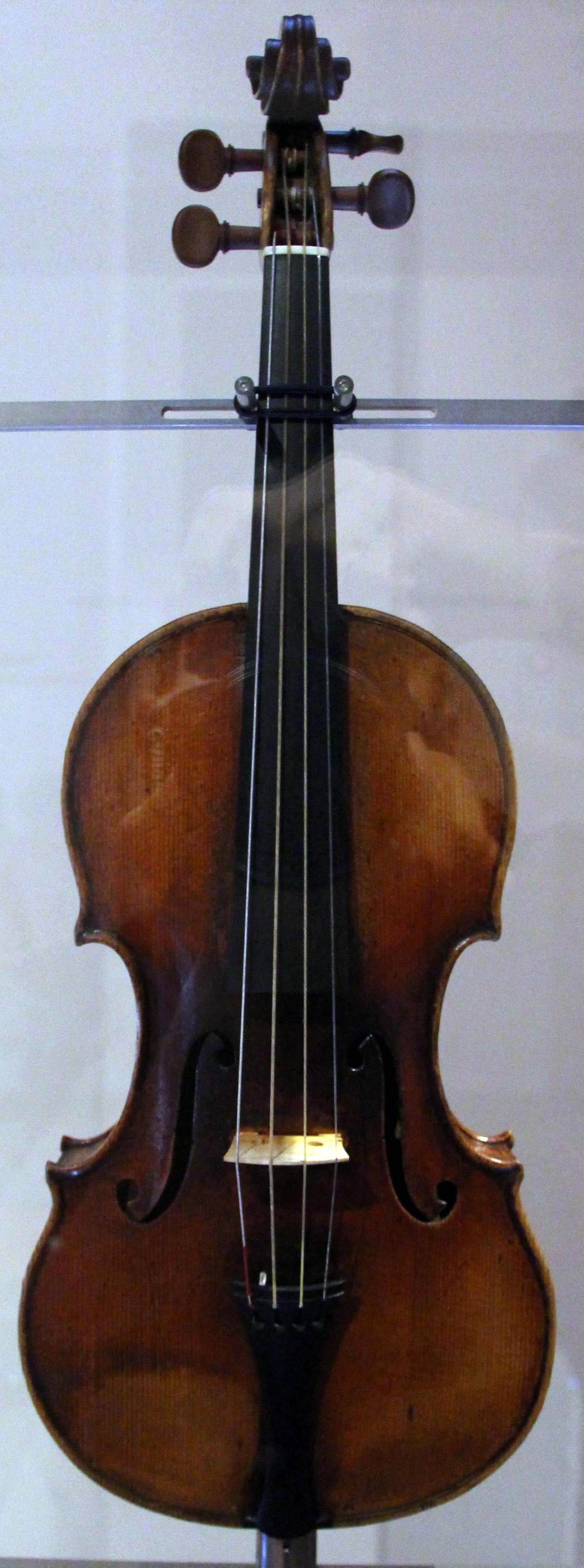
Il Cannone

Von Giuseppe Guarneri del Gesù sind zwischen 150 und 200 Violinen erhalten. Zahlreiche weitgehend gute Abbildungen der Werke von Guarneri del Gesù finden sich in der zitierten Literatur.
Von Guarneri del Gesù sind keine Bratschen bekannt. Ihm wird ein Violoncello von 1731 zugeschrieben, das sein Vater, bei dem es bestellt worden sein dürfte, krankheitshalber nicht mehr selbst ausführen konnte, und ein weiteres Violoncello, möglicherweise von 1732.

### Schaffensperioden
Ungefähr ab 1716 zeigt sich sein stilistischer Einfluss an Geigen aus der Werkstatt seines Vaters; diese verhältnismäßig wenigen Instrumente sind insbesondere tonlich stärker als frühere des Vaters. Die Zuordnung ist jedoch schwierig, auch weil es so gut wie keine unstreitig originalen Zettel des Vaters oder des Sohnes aus der Zeit bis etwa 1730 gibt. In den USA neigte man früher dazu, entsprechende Instrumente dem Sohne zuzuordnen; inzwischen ist man in Übereinstimmung mit europäischen Experten insoweit zurückhaltender.
Um 1730 begann Guarneris eigenständiges Hauptwerk, teilweise mit Köpfen (Schnecken) aus der Hand des Vaters versehen. Geigen aus den Jahren ungefähr ab 1734/1735 kann man der ergiebigeren mittleren Schaffenszeit, ab 1739/1740 dem Spätwerk zurechnen.
Niccolò Paganini spielte eine seiner klangvollsten Violinen (1742 oder 1743 datiert) und nannte sie deshalb il mio cannone violino („meine Kanonenvioline“). Er vermachte die Cannone seiner Heimatstadt Genua, wo sie im Rathaus ausgestellt ist. Der österreichische Geiger Fritz Kreisler schenkte seine berühmte Guarneri del Gesù aus dem Jahre 1733 der Library of Congress in Washington, D.C.
Guarneris berühmteste (und meistkopierte) Instrumente stammen aus seinen letzten Lebensjahren (1737–1744), z. B. Ysaÿe (1740), Vieuxtemps (1741), Kochanski (1741), Lord Wilton (1741) oder Ole Bull von 1744, seinem Todesjahr. Die „Namen“ wurden meist nach früheren Besitzern der jeweiligen Instrumente festgelegt, z. B. nach Seymour Egerton, dem 4. Earl of Wilton (1839–1898).
Dass Guarneri dereinst im Kerker gesessen und auch dort „Gefängnisgeigen“ gebaut haben soll, ist nach aktuellem Stand der Forschung eine Legende, die darauf basieren könnte, dass Guarneri im Laufe seines Lebens verhältnismäßig wenige Instrumente baute – und dass Anfang des 18. Jahrhunderts tatsächlich einmal ein Guarneri in Cremona inhaftiert war, der aber mit Vornamen Giacomo hieß.

### Merkmale
Die Arbeit von Guarneri del Gesù wird insbesondere gekennzeichnet durch in der Regel kleinere Formate (35,0 bis 35,5 cm Korpuslänge), geringe Boden- und Decken-Wölbungen, offene C-Bügel, kurze, später teils auch längere Ecken, lange f-Löcher (an die Schule von Brescia erinnernd) und prachtvolle Lacke. Die Instrumente wirken eher ungleich, aber stets genial. Je später, desto individueller erscheinen sie.

### Wert
Inzwischen zählen Guarneris Geigen zu den begehrtesten, teuersten und besten Streichinstrumenten der Welt. So sollen 2009 für die „Kochanski“ von 1741, über 50 Jahre im Besitz des amerikanischen Geigers Aaron Rosand, schon etwa 10 Mio. Dollar gezahlt worden sein. Die „Vieuxtemps“  (benannt nach ihrem langjährigen Besitzer Henri Vieuxtemps) aus demselben Jahr wurde 2010 für 20 Millionen US-Dollar aufgerufen und für über 16 Millionen US-Dollar verkauft.

### Instrumentenverzeichnis
(abgeglichen mit den Nummern im Cozio-Archiv)
- Billotet-Guilet, ca. 1715–22, Cozio 40680
- Frank, Sin, Tonhalle, ca. 1715–22, Cozio 44918
- Rappoldi, Campbell, ca. 1715–22, Cozio 49179
- Möller, Moskowsky, ca. 1715–22, Cozio 61284
- Chang, 1717, zurzeit gespielt von Sarah Chang. (Die Herkunft dieser frühen Violine wurde oft hinterfragt, ihre Zuschreibung zu Guarneri del Gesù gilt aber inzwischen als gesichert.)
- Möller, Samsung, ca. 1722–26, Cozio 41155
- New York Philharmonic, ca. 1722–26, Cozio 45560
- Folinari, ca. 1725, Cozio 32443, in Privatgebrauch
- Count de Vière-Cheremetieff, Balokovic, ca. 1725–29, Cozio 43700
- Zimmermann, Aerson, ca. 1725–29, Cozio 44520
- Prnjat, 1726, zurzeit im Gebrauch beim Orchester des RTCG
- Colin, Kogan, 1726, Cozio 40682
- Dancla, Serato, ca. 1726–29, Cozio 40409
- Robberechts (Robrecht), 1728, Cozio 44054
- Corti, Tolstopiatow, Lvoff, ca. 1728, Cozio 42441
- Kubelik, von Vecsey, ca. 1728, Cozio 71858
- „Lady Stretton“, Albert Stern, Elmar Oliveira, 1728–29, Cozio 40126[10]
- Cobbett, Downs, ca. 1729, Cozio 60188
- Baron Heath, 1729, Cozio 42986
- Briggs, 1730, Cozio 61283
- Baron Vitta, ca. 1730, Cozio 40391
- David, Payne, ca. 1730, Cozio 40388
- Pluvié, Champonay, Kahn, ca. 1730, Cozio 40392
- Lord Shaftsbury, 1730–31, Cozio 47533
- Castelbarco, Haddock, Bromley Booth, ca. 1730–34, Cozio 43676
- „Catedrală“, George Enescu, 1731, im Besitz des Rumänischen Nationalmuseums „George Enescu“ in Bukarest, nach einem staatlichen Musikwettbewerb 2008 an den Violinisten Gabriel Croitoru verliehen.
- Messeas, 1731, Violoncello, Cozio 40385
- Baltic, 1731, Cozio 40410
- Sorkin, Mischakoff, 1731, Cozio 42178
- Marteau, Habisreuthinger, Gerard Poulet, 1731, Cozio 45112, zurzeit gespielt von Maxim Vengerov.
- Huberman, 1731, von der Hayashibara Foundation auf Lebenszeit an Midori Gotō verliehen.
- Stanley Goodman, ca. 1731, Cozio 41968
- Geneva, Turettini, ca. 1731, Cozio 47740
- Lo Stauffer, Zukerman, ca. 1731, Cozio 40803
- Gibson, Huberman, 1731, Cozio 40406
- Armingaud/Fernández Blanco, 1732, ausgestellt im Museo de Arte Hispanoamericano Isaac Fernández Blanco in Buenos Aires, Argentinien[11]
- Ferni, 1732, Cozio 47698
- Adolphe Sax, 1732, heute im Besitz des Pariser Konservatoriums
- Posselt, Phillip, 1732, von Ruth Posselt seinerzeit an einen Privatsammler verkauft
- Bernhard Braunholz, 1732 (?), Violoncello, (Solocellist Frankfurter Opernorchester 1965–1995)
- Mayseder, 1732, Cozio 42355
- Kreisler, Nachez, 1732, Cozio 40549
- Balokovic, Haupt, 1732, Cozio 40397
- Pixis, 1732, Cozio 43699
- Rode, von Heyder, ca. 1732, Cozio 40389
- Jean Becker, 1732, Cozio 43270
- Gillot, Lord Dunmore, ca. 1732, Cozio 40395
- Dittrich, ca. 1732, Cozio 40218
- Plotenyi, Remenyi, 1732, Cozio 40394
- Parlow, Henryk Kaston, 1732, Cozio 41966
- Fritz Kreisler, 1733, Cozio 40400, der Library of Congress 1952 geschenkt
- Lafont-Siskovsky, 1733, Cozio 40399, im Chi-Mei Museum, Taiwan, ausgestellt
- Consolo, 1733, Cozio 44397
- 1733, Cozio 47475
- Soil, 1733, Cozio 42723
- Hämmerle, 1733, Cozio 43920
- Prince Doria, 1733–34, Cozio 46922, im Besitz der Pariser Adelsfamilie Doria seit 1860, ausgeliehen an David Garrett von Gregg Alf und Sota Nakazawa[12]
- Haddock, 1734, Cozio 40411
- Spagnoletti, 1734, Cozio 46715
- Rode, 1734, Cozio 40404, ausgeliehen und seit 2021 gespielt von Vilde Frang[13]
- Heberlein, le Guillet, 1734, Cozio 49613
- Pugnani, 1734, Cozio 40402
- Ferni, Duc de Camposelice, 1734, Cozio 43826
- 1734, Cozio 61313
- Hart, Kreisler, ca. 1734, Cozio 40551
- Lo Stauffer, 1734, im Besitz der Comune di Cremona
- Plowden, 1735, Cozio 40418
- Sennhauser, 1735, Cozio 40089
- David, 1735, Cozio 40618
- Parlow, Viotti, 1735, Cozio 40420
- Ladenburg, Odnoposoff, 1735, Cozio 40121
- Antoncich, Ward, 1735, Cozio 40450
- Chardon, 1735, Violino piccolo, Cozio 40421, The Schambach-Kaston Collection of Musical Instruments, New Haven
- „The King“, 1735, Cozio 40407, im Besitz der Kroatischen Akademie der Wissenschaften und Künste in Zagreb
- Kubelik, Ferni, 1735, Cozio 40419, zurzeit gespielt von Chung Kyung-wha
- Ladenburg, 1735, zurzeit gespielt von Robert McDuffie
- Mary Portman, 1735, Cozio 40088, von der Stradivari Society of Chicago durch Clement und Karen Arrison an Ben Beilman verliehen
- d'Egville, Prince Wilhelm of Prussia, Menuhin, 1735, Cozio 40417, jetzt in der Sammlung David L. Fulton, Seattle, WA
- Wieniawski, 1736, Cozio 43840
- Muntz, Bustabo, 1736, Cozio 49615; seit 2021 im Besitz der damals 18-jährigen Geigerin María Dueñas als Geschenk der Nippon Music Foundation
- Count Cessol, 1736, Cozio 40422
- Pollitzer, Koessler, 1736, Cozio 43519
- Lafont, ca. 1736, Cozio 41035
- Paulsen, 1737, Cozio 47249
- Joachim, 1737, Cozio 40412
- Zimbalist, 1737, Cozio 48357
- „King Joseph“, 1737, Cozio 40213, die erste Guarneri del Gesù, die Europa verließ (USA, 1868), jetzt in der Sammlung David L. Fulton, Seattle, WA
- Lipiński, 1737, Cozio 40424 (1742), nach Karol Lipiński, aktuell im Besitz und gespielt von Daniel Hope
- Pasquier, 1737, Cozio 69587, von Régis Pasquier bei einer Auktion für 3,5 Millionen Euro an David Garrett verkauft[14]
- Isaac Stern, Panette, Balatre, 1737, Cozio 40214, jetzt in der Sammlung David L. Fulton, Seattle, WA, zurzeit gespielt von Renaud Capuçon
- Fountaine, 1738, Cozio 47065
- Kemp, Emperor, 1738, Cozio 40426, jetzt in der Sammlung David L. Fulton, Seattle, WA
- Haas, Soriano, 1738, Cozio 45258
- Adam, Wurlitzer, 1738, Cozio 40425
- Maggio, Huberman, 1738, Cozio 66000
- Baron Gutmann, Baron Knoop, ca. 1738, Cozio 42440
- Kortschak, Wurlitzer, Hammig, Spanish Joseph, 1739, Cozio 40428
- Museum, 1739, Cozio 43701
- Ebersholt, Menuhin, 1739, Cozio 40595, im Kunsthistorischen Museum in Wien ausgestellt
- Beare, Steinhardt, 1739, Cozio 49617
- Bower, Druian, 1739, Cozio 44345
- 1739, Cozio 61377, jetzt in Privatbesitz eines anonymen deutschen Sammlers und verliehen an Lisa Batiashvili.
- Lutti, Senn, 1740, Cozio 40430
- Fountaine, 1740, Violino piccolo, Cozio 4327
- Ysaÿe, 1740, Cozio 40064, im Besitz der Nippon Music Foundation und nach wie vor verliehen an Isaac Stern
- David, 1740, lange Zeit im Besitz von Jascha Heifetz und von ihm in Konzerten gespielt, jetzt ausgestellt im Californian Palace of the Legion of Honor, San Francisco, Ca.
- Casadesus, ca. 1740, Cozio 48178
- Pestel, Menuhin, ca. 1740, Cozio 49624
- Rebner, Bonjour, ca. 1740, Cozio 40432
- Heifetz, David, ca. 1740, Cozio 40097
- Baron d’Erlanger, ca. 1740–41, Cozio 45387
- Kochánski, 1741, Cozio 42807, von ihrem letzten Besitzer, dem Violinisten Aaron Rosand, 2009 für 10 Millionen US-Dollar verkauft
- Carrodus, 1741, Cozio 40255
- Henry Holst, 1741, Cozio 44998
- Playfair, 1741, Cozio 50382
- 1741, Cozio 49618
- Doubleday, Duvette, 1741
- Vieuxtemps, 1741, auch die „Mona Lisa der Violinen“ genannt, Cozio 40433. Im Privatbesitz eines anonymen Sammlers und auf Lebenszeit an Anne Akiko Meyers verliehen.
- Vieuxtemps, Wilmotte, ca. 1741, Cozio 50024
- Duc de Camposelice, ca. 1741, Cozio 40548
- Lipiński, ca. 1742, Cozio 40424 (siehe Lipiński, etikettiert 1737)
- Moser, 1742, Cozio 48180
- Wieniawski, 1742, Cozio 40090[15]
- Donaldson, McAllister, Sorobin, ca. 1742, Cozio 40429
- Segelman, 1742, Cozio 40623
- Tellefsen, 1742, Cozio 40403
- Dragonetti, Walton, 1742, Cozio 43830, seinerzeit gespielt von Domenico Dragonetti und Carroll Glenn
- Benno Rabinof, 1742, Cozio 55051
- Alard, 1742, Cozio 40444, heute im Besitz der Cité de la musique in Paris
- Lord Wilton, 1742, Cozio 40256, lange Zeit von Yehudi Menuhin gespielt, jetzt in der Sammlung David L. Fulton, Seattle, WA
- Dushkin, 1742, Cozio 40446, zurzeit gespielt von Pinchas Zukerman
- Soldat, 1742, Cozio 40445, zurzeit gespielt von der amerikanischen Crossover-Geigerin Rachel Barton Pine
- Brusilow, 1743, Cozio 49626
- Spalding, 1743, Cozio 45063
- Sauret, 1743, Cozio 40253
- Burmester, Kanarienvogel, Hammerle, 1743, Cozio 42987
- Baron Heath, 1743, Cozio 43582
- Il Cannone, 1743, Cozio 40130, seinerzeit gespielt von Niccolò Paganini, jetzt im Rathaus von Genua ausgestellt
- Carrodus, Hottinger, 1743, Cozio 40447, jetzt in der Sammlung David L. Fulton, Seattle, WA
- Hoffmann, Harrington, Prince of Orange, Wald, ca. 1744, Cozio 42581, im Tschechischen Nationalmuseum, Prag, ausgestellt
- Leduc, ca. 1744, Cozio 40448
- Sainton, Betti, ca. 1744, Cozio 40434
- Doyen, 1744, Cozio 40436
- Edith Lorand, Columbus, Terminator, 1744, Cozio 49625
- Lord Coke, 1744, Cozio 40415
- de Bériot, 1744, Cozio 43991
- Cariplo, Hennel, Rosé, 1744, Cozio 41962
- Ole Bull, 1744, Cozio 40453, erworben 1992 von der Chi Mei Foundation erworben und im Chi-Mei Museum, Taiwan, ausgestellt. Im Katalog von Ingles & Hayday abgebildet. Es wird gemeinhin angenommen, dass dieses Instrument das letzte Werk von Guarneri del Gesù war.

### Sammlungen
Folgende öffentliche Sammlungen besitzen Violinen von ihm:
- Rumänisches Nationalmuseum „George Enescu“, Bukarest: Catedrală 1731 (zurzeit an den Violinisten Gabriel Croitoru verliehen)
- Museo de Arte Hispanoamericano Isaac Fernández Blanco, Buenos Aires, Argentinien: Armingaud 1732
- Pariser Konservatorium: Adolphe Sax 1732
- Library of Congress, Washington, D.C.: Fritz Kreisler 1733
- Chi-Mei Cultural Foundation & Chi-Mei Museum, Tainan County, Taiwan: Lafont-Siskovsky 1733 und Ole Bull 1744
- Comune di Cremona: Lo Stauffer 1734
- Comune di Genova Cannone 1743 (Palazzo Niccolò Grimaldi, Sala Paganiniana[16])
- Kroatische Akademie der Wissenschaften und Künste, Zagreb: The King 1735
- Kunsthistorisches Museum, Wien: Ebersholt 1739
- Californian Palace of the Legion of Honor, San Francisco: David, Heifetz  1740
- Cité de la musique, Paris: Alard 1742
- Tschechisches Nationalmuseum, Prag: Hoffmann, Harrington ca. 1744